# Maria de Grebber
Maria de Grebber, död 1680, var en nederländsk konstnär.
Hon är känd för sina måleriska perspektiv. 